# Großfeuer (Karl Valentin)
Großfeuer (andere, vom Autor gebrauchte Schreibweise: Grossfeuer) ist ein Theaterstück (eine Groteske, 1921) von Karl Valentin. Es ist auch bekannt unter dem Titel Bei der Huberbäuerin brennt’s.

## Entstehung und Wirkung
Mit diesem Feuerwehr-Thema griff Valentin einen seiner Lieblingsstoffe aus der Vorkriegszeit wieder auf. Das Stück erfuhr im Laufe der Jahre mehrere Umarbeitungen und wurde 1938 unter dem Titel Bei der Huberbäuerin brennt’s in sein Buch Brilliantfeuerwerk aufgenommen. Das Typoskript aus dem Nachlass seiner Bühnenpartnerin Liesl Karlstadt trägt den handschriftlichen Zusatz „1921“. In Valentins Verzeichnis „Absolvierte Engagements“, einer Art Auftritts-Buchführung, wird Großfeuer zuerst im November 1922 in den Münchner Kammerspielen (Augustenstraße 89), dann im August 1923 im Steinickesaal (Adalbertstraße 15) unter der Direktion der Kammerspiele aufgeführt. Der Valentin-Biograf Michael Schulte nennt dagegen den 9. August 1923 als Uraufführungsdatum. Dieses Datum findet sich auch im Internet. Mitte der 1930er Jahre erfolgte die erste Erweiterung des Stückes unter dem Titel Großfeuer, das als Typoskript in einer Mappe mit der Bezeichnung „Neue Filme in Vorbereitung. Exposés und Texte“ erhalten ist.
Vermutlich um 1940 erweiterte Karl Valentin das Stück um einen vorausgehenden ersten Akt. Dieser wurde aber zumindest zu Lebzeiten des Autors nie aufgeführt. Unter dem Titel dieses erhaltenen Typoskripts steht der handschriftliche Zusatz „evt. Einlage zu Großfeuer auf dem Lande!!!“ und „noch nicht aufgeführt“. Dass die zur Aufführung gelangte Version ein Einakter ist, liegt in den damaligen Bestimmungen für Singspielhallen-Darbietungen begründet. Die Singspielhallen (wo Valentin auftrat) sollten den Volkstheatern keine Konkurrenz machen, deshalb durften dort keine Mehrakter aufgeführt werden. Nichtsdestotrotz ist Grossfeuer genau genommen ein solcher: Valentin unterlief die Bestimmung, indem er die Form des Einakters „durch raffinierte Übergänge und die Einbeziehung des zweiten Bühnenbildes in das erste“ vortäuschte. Der Valentin-Biograf Helmut Schwimmer spricht im Hinblick auf den Großteil der Stücke Valentins von Einaktern, die in „kleinere dramatische Einheiten unterteilt werden“ können.
Bereits am 3. Mai 1912 erwähnte Valentin in einem Brief an seinen Kollegen Georg Neumüller: „Den erwähnten Vortrag Großfeuer auf dem Lande können Sie bekommen. Aufführungsrecht für 2 Jahre 50. – M. […] Der Vortrag ist im bayerischen Dialekt sehr wirkungsvoll.“ Der Erfolg des Großfeuers ging über die Grenzen Bayerns hinaus und damit einhergehend gab es gute Kritiken in regionalen und überregionalen Zeitungen und Zeitschriften.
Geplant war auch eine Verfilmung, aus der jedoch – wie aus seinen meisten Filmprojekten – nichts wurde. Nachweise über originäre Tonaufnahmen und postume Fernsehfassungen mit bayerischen Volksschauspielern lassen sich nicht finden.

## Handlung
Das Stück spielt laut Regieanweisung in der Inflationszeit. Nach einem Blitzeinschlag brennt es im Gehöft der Huberbäuerin, doch von allen beteiligten Personen, einschließlich der Hausbesitzerin selbst, wird die gebotene Dringlichkeit, das Feuer zu löschen, immer wieder unterlaufen. Schließlich gerät der Brand völlig in den Hintergrund.
Die Bäuerin wird von einem Nachbarn auf den Brand ihres Hauses aufmerksam gemacht: „Nachbar: Huberbäuerin, ich hab dir ein Geheimnis zu sagen. […] Dös muaß i dir sagn, das ist sehr wichtig für dich. – Bäuerin: Mein Gott, erschreck mi net. Ist am End gar der Butter billiger wor’n? – Nachbar: Naa, naa, so gfährlich is net, gib mir d’Hand, daß du niemand was sagst. […] Also, dei Häusl brennt.“ Seelenruhig vergewissert sich die Bäuerin, dass es auch wirklich brennt, und möchte sich gerade auf den Weg zum Feuerwehrkommandanten machen, als dieser zufällig vorbeikommt. Im Gespräch mit dem Kommandanten über einen Brand in Gögging und einen in Unterhaching vergisst die Bäuerin ihren eigenen Brand. Der Kommandant bemerkt aber den Brandgeruch, und man beschließt, die neue über Befeuerung funktionierende Dampfspritze, die an diesem Tag eingeweiht werden soll, gleich einzusetzen. Während der Kommandant abgeht, um seine Mannschaft zusammenzutrommeln, tritt ein Nachtwächter auf, der seinerseits den Geruch bemerkt, alle ursächlichen Möglichkeiten gedanklich durchgeht, schließlich den Brandherd bei der Huberbäuerin ausmacht und Alarm gibt. Nach dem Eintreffen der Feuerwehrmannschaft hält der Kommandant, zur Einweihung der Dampfspritze, zunächst eine lange Rede. Dann versucht er mit seinem Gehilfen Wiggerl die Spritze in Gang zu setzen, was sich als schwierig erweist, weil dieser die Gebrauchsanweisung gleich zu Beginn zum Anfachen des Feuers im Kamin benutzt hat. Während sich die Mannschaft umständlich ans Löschen macht, tritt ein Fotograf, der die Szenerie für die Zeitung festhalten will, hinzu.

## Charakteristika
Am Schluss gehen die Ebenen „echtes Leben“ und „gespieltes Leben“ ineinander über: Damit des Fotografen Bild nicht verwackelt, werden die mittels eines Ventilators bewegten gelben und roten Papierstreifen, das heißt die stilisierten Flammen auf dem Dach des Bauernhofes, „angehalten“. Der Feuerwehrkommandant ziert sich daraufhin, abgelichtet zu werden, weil ihm das ganze Theaterpublikum zuschaut. Er stimmt erst zu, als der Fotograf vorschlägt, den Theatervorhang herunter zu lassen. – Ein Geschehen wird auf der Bühne dargestellt. Die Darstellung ist das Mittel, um das Geschehen zu verbildlichen. Doch am Ende tritt der Aspekt der Darstellung vor das Geschehen: Der Ventilator und die Zuschauer gehören nicht zum Hergang, weil Ersteres „Bühnentechnik“ und Letztere zahlendes Publikum sind, werden aber Teil des Ganzen und entlarven es als pures Spiel. Dieses Stilmittel kommt dem Prinzip der „Romantischen Ironie“ sehr nahe. Diese Verbindung schuf Valentin eher unbewusst, denn: „Meistens hat er Schwierigkeiten gehabt, einen wirkungsvollen Schluss zu finden, und nur allzuoft enden seine Stücke in einer äußerst schwachen, fast an den Haaren herbeigezogenen Pointe.“
Helmut Schwimmer nennt die Aufhebung der Trennung der realen von der fiktionalen Ebene eine „Desillusionierung des Zuschauers“. In der Biografie von Monika Dimpfl heißt es, der Schluss sei ein „gezielt desillusionierender Umgang mit Bühnenbild und Requisiten“. Sie zitiert hierauf Michael Schulte, der in seiner Biografie darauf hinweist, dass Bertolt Brecht (wahrscheinlich) nach einem Besuch einer Großfeuer-Aufführung zwei Anliegen an das Theatermachen formulierte. Erstens sollte das Publikum daran erinnert werden, dass es einer Vorführung beiwohnt, und zweitens sollten Requisiten gewissermaßen „mitspielen“.
Die Komik des Stückes beruht zum Großteil darauf, dass die agierenden Personen in einer Weise auf die bedrohlichen Ereignisse reagieren, „die der Erwartungshaltung des Publikums diametral entgegengesetzt ist.“ Die dem Ereignis beigemessene Belanglosigkeit oder lästige Nebensächlichkeit steht in groteskem Missverhältnis zur tatsächlichen Gefahr, beginnend mit dem vorsichtigen Herantasten des Nachbarn gegenüber der Betroffenen über das „ganz unangemessene Geplauder zwischen Feuerwehrkommandant und Huberbäuerin“ bis zum Fotografen, dem die Bildqualität das Wichtigste ist. Stefan Henze meinte in seiner Dissertation über Valentins Komik, diese neige dazu, „das Auffällige zu ignorieren und das Unauffällige zu thematisieren“.
Weitere Merkmale der Werke Valentins insgesamt – und so auch hier – sind Wortspiele und Sprach-Unschärfe. Dafür stehen das Oxymoron „freistehende Leiter“ und die angedeutete derbe Assoziation, die sich zwangsläufig bei Erwähnung des (an der Dampfspritze) hinten befindlichen „Aschlochs“ einstellt.

## Gesellschaftskritik
Monika Dimpfl zitierte Wilhelm Hauenstein, der das Großfeuer als „raffinierteste Demonstration bayrisch-allzubayrischen Stumpfsinns“ begriff. Helmut Schwimmer machte eine satirische Attacke auf „Neureiche mit all ihrer aufgeblasenen Großmannssucht“ aus. Die Bauern seien in der Inflationszeit nach dem Ersten Weltkrieg so reich geworden, erklärte er, dass die Aufbewahrungssorgen betreffs der Barschaft der Huberbäuerin über allem stünden.

## Der (nachträgliche) 1. Akt
In dem als „1. Akt“ bezeichneten Vorspiel geht es um den Verkauf der alten Gumpspritze (durch Muskelkraft betriebene Pumpspritze) an den Bürgermeister von Untergiging. Schauplatz ist das Innere des Spritzenhauses der Feuerwehr von Giging. Der Handel kommt zustande, die Übernahme durch den Bürgermeister scheitert aber an dem nach einer Reparatur etwas breiter gewordenen Spritzenwagen, der nun nicht mehr durch die Tür passt. Der Feuerwehrkommandant lehnt eine Rückzahlung des Kaufpreises mit der Begründung ab, der Bürgermeister habe eben die Spritze im Feuerwehrhaus gekauft.

## Ausgaben und Kommentare
- Karl Valentin: Brilliantfeuerwerk. Zeichnungen von Karl Arnold. Hugendubel, München 1938.
- Karl Valentin: Sämtliche Werke in neun Bänden. Herausgegeben auf der Grundlage der Nachlaßbestände des Theatermuseums der Universität zu Köln, des Stadtarchivs und der Stadtbibliothek München sowie des Nachlasses von Liesl Karlstadt von Helmut Bachmaier und Manfred Faust. Sonderausgabe. Piper Verlag, München 2007.
  - Der Firmling. Band 5. Stücke. Herausgegeben von Manfred Faust und Stefan Henze in Zusammenarbeit mit Andreas Hohenadl. Piper Verlag, München 2007, ISBN 978-3-492-05045-6, S. 83–94.

## Typoskripte
Ein Typoskript befindet sich im Karl-Valentin-Nachlass, Theaterwissenschaftliche Sammlung der Universität zu Köln, ein anderes im Liesl-Karlstadt-Nachlass in München und ein drittes im Nachlass von Daniel Brody, Deutsches Literaturarchiv/Schiller-Nationalmuseum, Marbach am Neckar.